# إيدا فرويند
تُعتبر إيدا فرويند (Ida Freund) (15 نيسان / أبريل عام 1863 – 15 أيار / مايو عام 1914) أول امرأة محاضِرة جامعية لمادة الكيمياء في المملكة المتحدة، وتُعرف بتأثيرها على تدريس العلوم، وخصوصاً الموجه منه للنساء والفتيات، كما أنها ألفت كتابين تدريسيين رئيسيين وابتكرت فكرة خبز كعكات تمثل الجدول الدوري، بالإضافة إلى اختراع أنبوب يقيس الغاز، وقد سُمّي تيمّناً بها.

## سيرتها الذاتية
وُلدت إيدا فرويند في النمسا، وانتقلت عقب وفاة والدتها لتعيش مع جدّيها في فيينا، لكنها توفيا عام 1881، فانتقلت لإنكلترا للعيش مع عمها ووصيها، عازف الكمنجة لودفيغ شتراوس، المعروف جيداً بكونه فرداً من رباعي خواكيم وقائد أوركسترا هاليه بين عامي 1875 و1888.
التحقت إيدا في كلية غيرتون، وحصلت على درجة الشرف الأولى في العلوم الطبيعية، رغم أن مهاراتها في اللغة الإنكليزية لم تكن تتجاوز المستوى المدرسي سابقاً، بعد ذلك التحقت بكلية كامبريدج التدريبية للنساء كمحاضِرة في الكيمياء، وانضمت في السنة التالية لكلية نيونهام في كامبردج لتعمل كمعيدة، حيث ترقّت عام 1890 كمحاضرة للكادر التدريسي في الكيمياء (بين عامي 1893 و1912)، وقد كان ذلك أول منصب تستلمه امرأة كمحاضِرة لمادة ما بشكل كلي في المملكة المتحدة، كما كانت إيدا شريكة في كلية نيونهام ومن ثم عضواً في مجلسها.
لم يترك لها تركيزها على التدريس وقتاً وفيراً للبحث، فلم تسعى لنيل درجة ماجستير أو دكتوراه، من جهة أخرى، كانت إيدا مسؤولة عن التدريب المخبري لطلابها، الذين وصل العديد منهم لكامبريدج بمعرفة قليلة أو معدومة عن الكيمياء، وقد رأى طلابها فيها معلمة ملهمة وشخصية فريدة من نوعها.
كانت إيدا قد فقدت إحدى ساقيها في حادث على الدراجة الهوائية عندما كانت صغيرة، ونوّعت منذئذ باستخدامها عصياً للمشي، وساقاً اصطناعية ودراجة ثلاثية مدولبة دفعتها بيديها، ولكن إعاقتها ونمطها غير التقليدي في الأزياء جعلا منها شخصية مميزة كثيراً بين زملائها ومعاصريها في ذاك الزمن.
نشطت فرويند كثيراً في مجال النسوية، ودعمت حق النساء في التصويت، وقد كانت من بين النساء اللاتي حاربن للانتساب لجمعية الكيمياء في بدايات القرن العشرين،[7]  ما تحقق لاحقاً في عام 1920؛ بعد ست سنوات من وفاة إيدا،  [8]والتي كانت قد بقيت في نيونهام حتى تقاعدها نظراً لسوء حالتها الصحية عام 1913، فأُغلق مخبر الكيمياء في هذه الجامعة تباع ذلك، لأن الطالبات الإناث في ذاك الوقت كُنّ قد أُرسلن للدراسة في مخابر إدارية للكيمياء في الجامعة، ومن ثم توفيت في الخامس عشر من أيار / مايو عام 1914 في منزلها في كامبريدج عقب خضوعها لعملية جراحية، وكانت حينئذ تعمل على إنجاز كتابها الثاني.

## منشوراتها
نشرت فرويند مقالة بحثية واحدة بعنوان «تأثير الحرارة على حجم التغير المترافق مع التعديل في حالة عدد من الأملاح عند تراكيز مختلفة»، بالإضافة إلى كتابين دراسيين في الكيمياء، وهما «دراسة التركيب الكيميائي: وصف لأسلوبه وتطوره التاريخي مع اقتباسات توضحية» عام 1904، وأعيدت طباعته عام 2014، و«الأساس التجريبي للكيمياء: اقتراحات لسلسة من التجارب التوضيحية للمبادئ الأساسية للكيمياء»، والذي نُشر بعد وفاتها في عام 1920،  وكانت قد خططت فرويند أن يحتوي الكتاب على 20 فصلاً، لكنها لم تكن قد أكملت إلا 10 منهم عند وفاتها، وقام زملاء وأصدقاء لها بتحرير الكتاب لاحقاً للنشر، ومن بينهم ماري بياتريس ثوماس، مديرة الدراسات العلمية في كلية غيرتون.
اقترح كل من المحررين أيه. هاتشينسون وماري بياتريس ثوماس أن تتضمن مقدمة الكتاب ما يلي: «كانت الآنسة فرويند تحاول لفت النظر باقي الأساتذة إلى وجهات نظرها حول الأسلوب الذي يمكن بموجبه مساعدة الطلاب على إدراك أن الكيمياء علم مبني على التجربة، وأن التفسيرات المنطقية للتجارب تؤدي مباشرة للتعميمات المعروفة كقوانين الكيمياء».
ويُعتبر كلا كتابي فرويند نصوصاً أساسية في تعليم الكيمياء، وكثيراً ما يتم الاقتباس منهما.

## التدريس
تُعرَف فرويند باهتمامها بتدريس العلوم، وبتحسينها لتدريس العلوم في مدارس الفتيات خاصة، ففي ذاك الزمن في كامبريدج، لم يكن يتسنى للنساء العمل في المخابر ذاتها التي يعمل فيها الرجال، لذا أعطت فرويند دروساً خاصة في مخابر الكيمياء في كلية نيونهام، كما ألفت كتابين دراسيين ونسّقت ورشات عمل في العطل للمدرّسات الإناث.
كما اختبرت فرويند تقنيات تدريس مختلفة، مفضلةً مقاربة فيلهيلم أوستفالد، والتي فيها «يتم التعامل مع الحقائق الأساسية في الكيمياء على هيئة حوار بين المدرّس والتلميذ»، إذ حثّت فرويند طلابها على قراءة الأبحاث الأصلية واختبار مصداقية الأوراق البحثية المنشورة؛ والتي اعتُبرت مقاربة ثورية في ذاك الزمان، وقد انتُقدت فرويند على إثرها، ولكنها أثرت بشكل كبير بتقنيات التعليم حينئذ وكانت محبوبة كثيراً بين طلابها.
وصف كل من هاتشينسون وثوماس أخلاقيات تدريس فرويند كما يلي: «كانت ترهب الآنسة فرويند التجريب الأرعن والتفكير الرث، فقد اعتقدت بقوة أن الكثير مما قُبل به كتدريب في العلوم لا يمت للأسلوب العلمي بصلة وثيقة في الواقع، ولا يمتلك قيمة تعليمية معتبرة»، ويقتبسانها في قولها: «لم يكمن هدفي عن طريق التدريس في إعطاء قاعدة مشتركة من المعرفة وحسب، بل ومعياراً مشتركاً يتعلق بطبيعة الدليل العلمي ومعنى الدقة الحقيقية».
كما وعارضت فرويند تدريس العلوم المنزلية في مدارس الفتيات كبديل عن التعليم الأساسي للعلوم، ولكنها استفادت من مهاراتها الخاصة في الخبز والطبخ لابتكار مصادر تعليم ممتعة.

### كعكات الجدول الدوري
كانت فرويند أول من خبز مجموعة من كعكات الجدول الدوري،  واستخدمتها كوسائل تعليمية مساعدة في صفها، إذ صنعت صناديق من الشوكولا عليها صور لعلماء، بالإضافة إلى جدول دوري كبير مثّلت فيه كل عنصر بكعكة زينت سطحا بطبقة من السكر عليها اسم العنصر ورقمه الذري.
وقد وصف أحد طلابها مقاربتها هذه:
«كان من المطلوب من طلاب دفعتي أن نتعمق في دراسة الجدول الدوري للعناصر، فوجدنا لوحاً كبيراً جداً وُضع عليه هذا الجدول، وقُسّم طولاً وعرضاً بواسطة حلوى صخور إدنبرة، وصُنعت أرقامه من الشوكولا، وعناصره من الكعكات المغطاة بالسكر الذي يحمل اسم العنصر ووزنه الذري، فكانت الذرات عديمة التكافؤ مدوّرة، وكان لأحادية التكافؤ زاوية بارزة، ولثنائية التكافؤ زاويتين، ولثلاثية التكافؤ ثلاث زوايا، وهكذا، وقمنا بتقسيمها جميعاً فيما بيننا!»
اعتماداً على فكرة فرويند الأصلية، أصبحت كعكات الجدول الدوري شائعة وطريقة ممتعة للاحتفاء بالكيمياء في معارض بيع الكعكات المدرسية والفعاليات التي تهدف لتعزيز الارتباط العام بالعلوم، إذ احتفلت الجمعية الملكية للكيمياء بانطلاق الجدول الدوري البصري للعناصر بمجموعة من هذه الكعكات، وقام طلاب جامعة نوتنغهام بالمثل للاحتفال بعيد ميلاد مارتن بولياكوف، وقد حمّل الأستاذ بولياكوف مقطع فيديو على الإنترنت يُظهر فيه مجموعة الكعكات هذه.
وتتوفر وصفات وتوجيهات لصنع الجدول الدوري للكعكات الخاص بفرويند بطريقة حديثة في مصادر متنوعة على الإنترنت.

## اختراعاتها
علاوة على ابتكار كعكات الجدول الدوري، اخترعت فرويند جهازاً مخبرياً سُمّي باسمها؛ وهو أنبوب لقياس الغاز، ولكنه لم يعد شائع الاستعمال الآن.

## النصب التذكارية
في نيسان / أبريل عام 1988 رُمّم مخبر نيونهام كنصب تذكاري، كما أُسّس تمويل إيدا فرويند التذكاري لرفع معايير المدرّسات الإناث في العلوم الفيزيائية، من خلال إعطائهن الفرص لتعميق دراساتهن، كما تقدم كلية نيونهام جائزة إيدا فرويند التذكارية، إلى جانب تقدمة كلية غيرتون الجائزة ذاتها لطلاب العلوم الفيزيائية لديها تكريماً للإنجازات الأكاديمية من الدرجة الأولى.